# Баджуни (народ)
Баджуни (итал. Bagiuni, англ. Bajuni) — народность, проживающая на берегах Индийского Океана и прибрежных островах в Сомали (южная часть сомалийского берега) и Кении (северная часть кенийского берега), и прибрежных островах (острова Баджуни в Сомали и Ламу в Кении).
Баджуни издавна славятся как рыболовы и мореходы. Они также собирали раковины каури и китовую амбру на продажу, промышляли морских черепах, вели лесозаготовки в мангровых лесах. Покупали скот у народов сомали и оромо, а в своё время участвовали и в работорговле, доставляя рабов в порты Банадирского берега в более северной части Сомали.
Баджуни говорят на суахили и испытали сильное арабское и, возможно, персидское влияние. Ряд авторов высказывали и предположение, что среди их предков могут быть выходцы из Восточной или Юго-Восточной Азии, в частности родственные полинезийцам (что не удивительно, поскольку вдоль этих берегов могли бы следовать из Индонезии на Мадагаскар предки нынешних мальгашей).
Журналистами высказывались даже и предположения, что, возможно, «азиатская кровь» и культурные черты у баджуней происходят от оставшихся в Африке китайских моряков из флота Чжэн Хэ. Старожилы небольшого клана Фамао в деревне Сию (Siyu) на острове Пате в архипелаге Ламу утверждают, что в числе их предков — китайские моряки, потерпевшие там кораблекрушение. По мнению журналистов, кое-кто из членов этого клана даже с виду больше похож на азиатов, чем на африканцев.